# Cêrca
Cêrca – miasto w Angoli, w prowincji Kwanza Północna.